# Stadion 1000-lecia Państwa Polskiego
Het Stadion 1000-lecia Państwa Polskiego is een multifunctioneel stadion in Zawiercie, een stad in Polen. In het Nederlands betekent de naam 'duizendste verjaardag van de Poolse staat'. 
De bouw van het stadion vond plaat tussen 1962 en 1966. Het stadion werd geopend op 1 mei 1966. In dat jaar vond de millenniumviering van Polen plaats en ter ere daarvan kreeg dit stadion die naam. Het stadion wordt vooral gebruikt voor voetbalwedstrijden, de voetbalclub Warta Zawiercie maakt gebruik van dit stadion.
In het stadion is plaats voor 9.000 toeschouwers.